# Antonio Pérez González (empresario)
Antonio Pérez González (Valladolid, 1942 - Ibidem., 9 de marzo de 2021) fue un empresario español. Fundador y director general de Industrias Dulciora (1963-1994).

## Biografía
Nació en el seno de una familia de maestros obradores. Fue el cuarto de cinco hermanos. Desde pequeño aprendió a realizar todas las facetas del negocio: amasar, hornear y vender el producto.
Sesenta años después de su fundación, se acometió la industrialización de la empresa, mediante la inversión en I+D, la construcción de un laboratorio y un departamento de diseño propios. 
En 1959 se inauguró la primera fábrica, situada en la calle Esquila. Su padre falleció poco después, por lo que los dos hermanos mayores se pusieron al frente de la empresa. Rafael, el hermano mayor contaba con veintisiete años. Paulatinamente, Antonio y el resto de sus hermanos se incorporaron también a la empresa, que experimentó un crecimiento vertiginoso.
A lo largo de la década de los sesenta, deciden ampliar su capacidad productiva y separar las dos grandes líneas de negocio: las conservas y mermeladas por un lado, que se integran en Dulces y Conservas Helios presidido por Rafael, y los caramelos, por otro lado, que se integran en Industrias Dulciora, y serán gestionados por el resto de los hermanos.
Antonio se puso al frente de Industrias Dulciora, como director general. Durante esos años, la empresa experimentó un gran crecimiento. En los años ochenta se inauguró una nueva planta con 13.000 metros cuadrados, ampliados posteriormente a 7.000 metros cuadrados más. Desde allí se produjeron 7.000 toneladas anuales de caramelos de cuatro tipos: goma, macizos y rellenos, masticables y grageas. En 1994, la empresa fue adquirida por la británica Cadbury. Durante la transición, Antonio fue director general de Cadbury Dulciora.
Con su experiencia empresarial, accedió primero, a la presidencia de la asociación Caychi y de la federación FEAD, y después, a la presidencia de Caobisco (1991-1993), el principal organismo europeo que aglutina a los principales fabricantes de azúcar, chocolate y harina. Posteriormente presidió la Asociación Empresa Familiar de Castilla y León (1999-2004), y el Consejo Social de la Universidad de Valladolid (2003-2005).
Casado con Mª Teresa Guitían del Hoyo. El matrimonio tuvo cinco hijos: Antonio, Sara, Almudena, Jaime y Borja Pérez Guitían.
Antonio falleció en Valladolid, a consecuencia del Covid-19.

## Premio
- Premio Empresario del año (1984)[6]